# 中国共产党第十一届中央委员会候补委员列表
中国共产党第十一次全国代表大会於1977年8月12至18日在北京召开。大会选举了132名中国共产党第十一届中央委员会候补委员。

## 委员列表
（以下按姓氏笔划为序）
丁长华（女）、七林旺丹、卜谷香、马明、马金花（女）、马思忠、王六生、王扶之、王君绍、王尚荣、王金山、王金友、王金玲（女）、仁增旺杰、毛信贤（女）、文香兰（女）、邓华、厉日耐、左崇义、卢忠阳、申茂功、冉桂英（女）、冯占武、冯品德、肉孜·吐尔迪、吕和、吕存姐（女）、吕需国、朱绍清、向仲华、任质斌、刘西尧、刘志坚、刘明辉、刘重桂、刘振华、刘维明、刘道生、刘瑞庆、江燮元、关泽海、许彪俊、孙雪梅（女）、纪英林、杜平、杜学然、杨大易、杨永良、杨俊生、杨富珍（女）、李化民、李巧云（女）、李成芳、李守林、李坚真（女）、李昌安、李学智、李祖根、李继良、李耀文、肖寒、肖望东、吴忠、吴火金、吴向必、吴克华、吴冷西、吴金全、岑国荣、邹家华、宋庆友、沈初云（女）、张震、张令彬、张怀连、张林池、张积慧、张植弟、张耀词、陆金龙、陈仁甫、陈玉宝、陈永林、陈先瑞、陈作霖、陈爱娥（女）、金明汉、周子健、周阿庆、郑三生、柳志强、胡松、胡良才、胡金娣（女）、赵兴元、赵学全、赵武成、钟夫翔、贺晋年、袁宝华、贾那布尔、热地、顾秀莲（女）、钱学森、徐驰、徐立清、郭凤莲（女）、郭耀卿、高厚良、唐亮、唐克碧（女）、唐闻生（女）、梅松林、黄作珍、黄荣海、黄新廷、曹思明、盘美英（女）、康林、尉凤英（女）、蒋宝娣（女）、程义太、谢正荣、蔡凤兰（女）、谭文贞（女）、谭善和、黎原、潘时兴、薛金莲（女）、冀桂昕、戴苏理、魏兴政